# Dominique Tellier
Dominique Tellier, né en 1963, est un écrivain, concepteur de jeux de plateau et réalisateur de courts métrages français. 

## Biographie
Né en Bretagne le 17 mai 1963, Dominique Tellier fait des études de lettres et de philosophie à l'université de Nantes, où il obtient une licence en littérature anglaise. Intéressé par le cinéma, il est chroniqueur au journal Nantes-Poche, pigiste chez Spirou, Wakou, Jeux et Stratégie. Il devient ensuite concepteur de jeux de société et réalisateur, en plus de son activité d'auteur. Il vit à la Réunion depuis 2001,.

## Œuvres littéraires

### Livres
- 2010 - Tous les chemins mènent à Mao[3], Folies d'encre,  (ISBN 978-2-907337-67-0).
- 2019 - Une odyssée réunionnaise, Orphie,  (ISBN 979-10-298-0326-0).

### Nouvelles
- 2022 - Peindre au noir[4], Lettres de Lémurie n°5, Dodo Vole,  (ISBN 979-10-901-03-733).
- 2024-2025 - Morsure d’hiver, éditions À Points Tirés[5]. Lauréate du concours de nouvelles À Points Tirés 2024-2025[6]
- 2025 - Frapper dur, éditions Y. Frapper dur est un ensemble de deux nouvelles sur le parcours d'un ouvrier espagnol à Nantes après la guerre confronté à des conditions d'existence difficiles, et dont l'auteur donne "une reconstitution minutieuse et photographique" [7]
- 2025 - Seven Argo est publiée dans le numéro 91 de la Revue de Science Fiction Galaxies [8] et reçoit un deuxième accessit au prix Alain Le Bussy 2025[9].

### Littérature pour la jeunesse
Son premier ouvrage de littérature pour la jeunesse paraît dans la collection Histoires à jouer en 1988. Il est suivi de huit autres titres. Le mystère de Mahavel est sélectionné en 2017 pour le Prix Fetkann, et les deux dernières parutions (Tibouchon et Ils sont ici ! ) sont sélectionnées pour le Trophée FNAC Réunion 2023 et 2024. 
- 1988 - La guerre des tribus[10], ill. de Marcel Laverdet, Librairie générale française, Histoires à Jouer, Les livres à remonter le temps,  (ISBN 9782253047247)
- 2009 - Un ravioli ne fait pas le printemps[11],[12] l'École des loisirs,  (ISBN 978-2-211-09459-7).
- 2012 - Petites histoires zen, ill. de Sébastien Pelon, Milan,  (ISBN 978-2-7459-5277-6).
- 2013 - Nouvelles histoires zen, ill. de Sébastien Pelon, Milan, (ISBN 978-2-7459-6058-0).
- 2016 - Le mystère de Mahavel, Orphie,  (ISBN 979-10-298-0096-2). Ouvrage faisant partie de la sélection pour le Prix Fetkann[13] Maryse Condé 2017.
- 2018 - La guerre des tribus, histoire à jouer, réédition, Posidonia[14].
- 2021 - Mféel, Chroniques des Cités d'Orion, volume 1, ill. de Phil Quetin, Posidonia,  (ISBN 978-2-9571028-1-5)[15].
- 2023 - Tibouchon, Inkièt pa ou[16] ![17], ill. de Sébastien Pelon, Orphie,  (ISBN 979-10-298-0581-3). Sélection Trophée Fnac Réunion 2023.
- 2024 - Ils sont ici !, Orphie,  (ISBN 979-10-298-0637-7). Sélection Trophée Fnac Réunion 2024

## Jeux
Parmi les jeux conçus par l'auteur, Le Paresseux reçoit le prix As d'Or à Cannes en 1992, Obélix contre Hattack se voit attribuer l'As d'Or  à Cannes en 1996, et Lotus les prix Årets Spel Best Family Game en Suède et Vuoden Peli Family Game of the Year Winner en Finlande en 1998.
- 1987-88 - La Guerre des Magiciens, L'Invasion des Krolls, Sortez les flingues, Carcrash, Le Retour des Mutants, Jungle.
- 1990 - Le Paresseux, Eurogames
- 1991 - Tintin et le piège du Totem D'Hor, Nathan.
- 1995 - Les Trésors des cités perdues, Nathan.
- 1996 - Obélix contre Hattack, Nathan
- 1997 - Les chutes de Savamal, Nathan
- 1998 - Lotus, Ravensburger.

## Courts métrages
Dominique Tellier est également le réalisateur de sept courts métrages, dont plusieurs ont été sélectionnés dans des compétitions ou ont obtenu un prix.
- Naufrages, 7 min.27. 2021. 3 sélections. 1/2 finaliste au Festival du film de Cefalù – 1/4 finaliste au Philosophical Short Film Contest de Nashville.
- Tierra y fuego, 7 min.49. 2020, 5 sélections internationales.
- À coups de hache, 3 min.30. 2018. 3 sélections internationales
- I’m not dancing, 2 min. 2018. 2 sélections internationales. Demi-finaliste La Danza in 1 minuto 2019 (Turin)
- Shoot, 2 min. 2018. 4 sélections internationales. Award Winner du Rome Film Awards
- Nos visiteurs, 4 min. 2017. 2 sélections internationales. Prix du scénario Courts-Toujours 2017 (Hyères) –  Mention spéciale du jury Cinémarmailles 2018 (Saint-Denis de La Réunion) – Finaliste MEET Film Festival 2019 (Rome)
- Zoranjé, 4 min. 2016. 5 sélections internationales. Semi-finaliste San Mauro Film festival 2018

## Sources et références
1. ↑  
https://www.la-reunion-des-livres.re/auteur/tellier-dominique/
2. ↑  https://www.lecteurs.com/auteur/dominique-tellier/3275845
3. ↑  « Dominique Tellier » (consulté le 20 mai 2024)
4. ↑  « Lettres de Lémurie # 5 », 25 mai 2024 (consulté le 20 mai 2024)
5. ↑  https://www.apointstires.fr/produit/morsure-dhiver/
6. ↑  https://www.apointstires.fr/actu/
7. ↑  https://www.editions-y.fr/copie-de-phasmes
8. ↑  https://www.noosfere.org/livres/niourf.asp?numlivre=2146642153
9. ↑  https://www.facebook.com/profile.php?id=100082738212547
10. ↑  « la guerre des tribus » (consulté le 20 mai 2024)
11. ↑  « Dominique Tellier | L’école des loisirs, Maison d’Édition Jeunesse » (consulté le 20 mai 2024)
12. ↑  https://nathavh49.blogspot.com/2014/01/un-ravioli-ne-fait-pas-le-printemps.html
13. ↑  « LA SÉLECTION DES OUVRAGES DE LA 14ÈME ÉDITION DU PRIX FETKANN ! 2017 », 23 octobre 2017 (consulté le 19 mai 2024)
14. ↑  https://www.senscritique.com/livre/La_guerre_des_tribus/46171945
15. ↑  https://www.arbrealettres.com/livre/9782957102815-chroniques-des-cites-d-orion-tome-1-mfeel-dominique-tellier/?provenance=wishlist_list
16. ↑  « ▶️ Passez les fêtes en Mode lecture : « Tibouchon, inkiet pa ou » de Dominique Tellier et Sébastien Pelon »,‎ 23 décembre 2023 (consulté le 24 mai 2024)
17. ↑  « Tellier Dominique l Editions Orphie » (consulté le 20 mai 2024)
18. ↑  https://www.ultraboardgames.com/lotus/game-rules.php
19. ↑  https://www.la-reunion-des-livres.re/auteur/tellier-dominique/